# Aleksandra Maria Sobczyńska-Rak
Aleksandra Maria Sobczyńska-Rak – polska lekarka weterynarii, doktor habilitowany nauk weterynaryjnych, adiunkt na Uniwersytecie Przyrodniczym w Lublinie.

## Kariera naukowa
W 1997 roku na Akademii Rolniczej w Lublinie uzyskała tytuł lekarza weterynarii. W tym samym roku została zatrudniona na tejże uczelni, a w 2006 roku na jej Wydziale Medycyny Weterynaryjnej uzyskała stopień doktora nauk weterynaryjnych na podstawie rozprawy pt. Angiogeneza w nowotworach psów, której promotorem był Piotr Silmanowicz. W 2019 roku ten sam wydział nadał jej stopień doktora habilitowanego nauk weterynaryjnych na podstawie pracy pt. Wartość diagnostyczna i prognostyczna stężeń czynnika wzrostu śródbłonka naczyń (VEGF) oraz naskórkowego czynnika wzrostu (EGF) w surowicy psów w przebiegu procesów patologicznych, ze szczególnym uwzględnieniem nowotworów. 